# Myrmekiaphila foliata
Myrmekiaphila foliata is een spinnensoort uit de familie Cyrtaucheniidae. De soort komt voor in de Verenigde Staten.